# Filipe Mendes
Filipe Mendes (Lisboa, 10 de novembro de 1947 - Lisboa, 13 de agosto de 2018), também conhecido como Phill Mendrix, foi um guitarrista português conhecido como o Jimi Hendrix português.

## Biografia
Em 1965 formou o grupo Chinchilas, com Vítor Mamede, José Machado, Mário Piçarra e Fernando que inicialmente se chamavam Monstros. Participaram duas vezes, a segunda já com a nova designação, num dos famosos concursos de Ié-Ié. O grupo lançou alguns discos mas acabou quando ele teve de ir para a tropa. Em 1967 chegou a tirar um curso de guitarra no Chicago School of Music.
Em meados de 1969, lançou a solo  um single com os temas "Urso Ki" e "Ring Stone Eyes". No mesmo ano fez parte do grupo de rock psicadélico Fluido com Paulo de Carvalho, Edmundo Silva (ex-Sheiks, ex-Banda 4) e Cristiano Semedo (ex-Banda 4).
Os Chinchilas são reactivados e ainda lançam um EP em 1970 e participam no Festival de Vilar de Mouros de 1971.
Entre 1971 e 1975 fez parte do Grupo 5 e Heavy Band e  em 1977 fez parte dos Psico com quem grava um disco.
Esteve, já na década de 1980, nos Roxigénio de António Garcez. Gravou com o nome Mendes Prey para a editora RCS. Entre 1982 e 1992 esteve no Brasil onde continuou na música. No Brasil, morando no estado de Minas Gerais, na cidade de Florestal, promoveu diversos eventos culturais ligados ao rock, tornando a região uma fábrica de músicos que tiveram a oportunidade de desfrutar de um virtuosismo e uma genialidade ímpares, sendo atração principal por duas vezes do maior festival de rock do interior do estado - o Rock Pira, realizado na cidade do centro leste do estado, Rio Piracicaba, a 100 km da capital. Esse evento além da presença do Mago Português da guitarra revelou alguns nomes, como a banda mineira Patu Fu e Fernanda Takai. 
Como Phill Mendrix fez depois parte dos Irmãos Catita e também formou a Phil Mendrix Band.
Até à sua morte, tocava com Os Charruas e com uma nova formação dos Chinchilas. Tinha um bar em Lisboa.